# Гаазе, Гуго
Гу́го Га́азе (нем. Hugo Haase; 29 сентября 1863, Ольштын (Алленштейн, Восточная Пруссия) — 7 ноября 1919, Берлин) — немецкий государственный деятель, лидер германской социал-демократии, юрист и пацифист.

## Биография
Родился в семье сапожника и мелкого торговца-еврея. После окончания гимназии учился в университете Альбертина в Кёнигсберге, где изучал юриспруденцию и социальные науки. По окончании учёбы работал адвокатом, принимал участие во многих политических процессах, постепенно связав свою жизнь с социал-демократическим движением в Германии. В 1912 году переехал в Берлин.

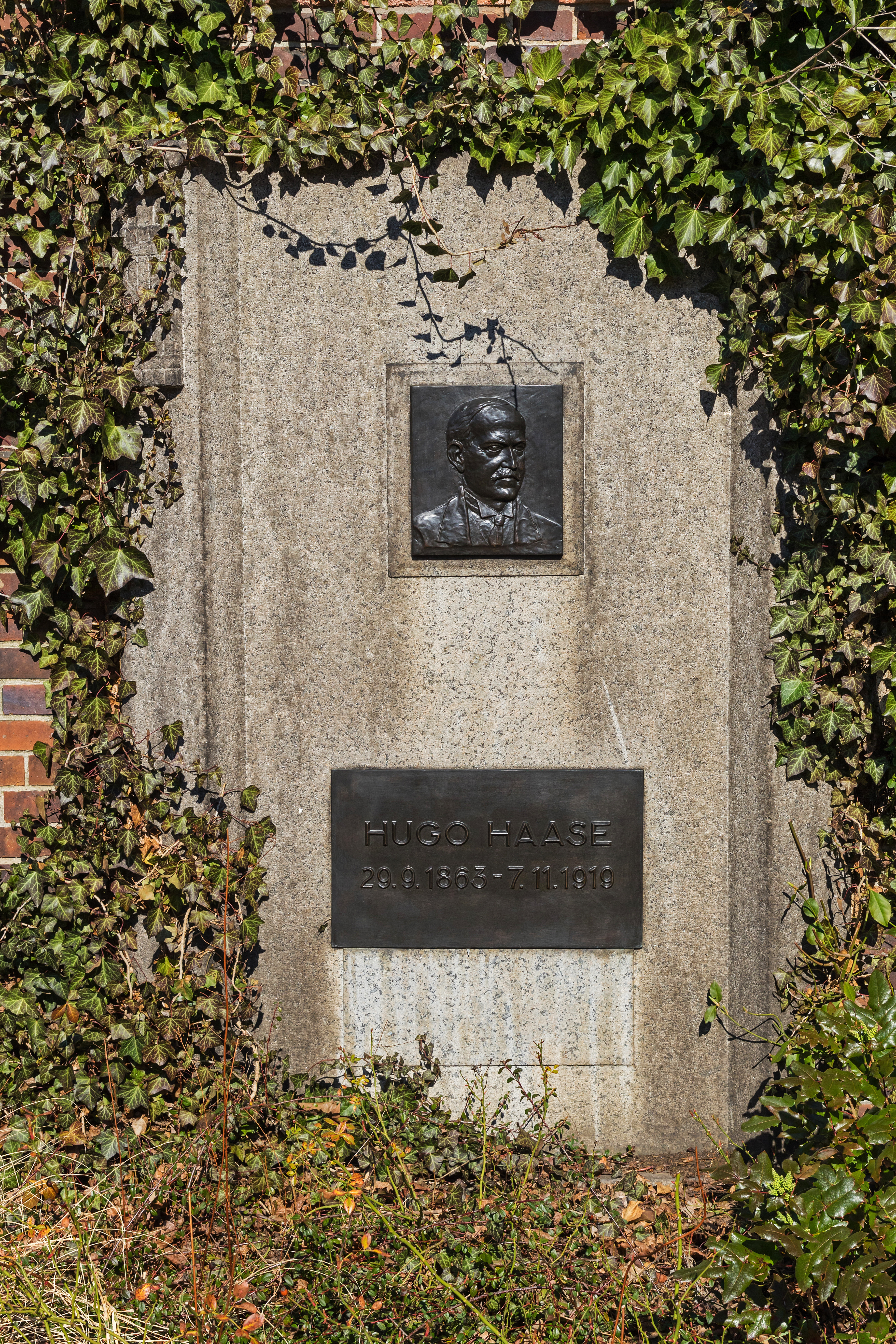
Надгробный памятник в Берлине

В 1911—1917 годах Гаазе — один из председателей Социал-демократической партии. Депутат рейхстага в 1897—1907 годах и в 1912—1918 годах. 4 августа 1914 года выступил с речью в рейхстаге с обоснованием голосования Социал-демократической партии за военные кредиты. В дальнейшем занимает резко антивоенную позицию и разрывает отношения с официальными социал-демократами. В апреле 1917 года создаёт совместно с единомышленниками по отношению к войне, принадлежавшими к центристскому (Карл Каутский) и левому крылу (Карл Либкнехт, Роза Люксембург) социал-демократии, Независимую социал-демократическую партию Германии. Во время Ноябрьской революции 1918 года был, совместно с Эбертом, председателем Временного правительства Германии — Совета народных уполномоченных.
После образования Коммунистической партии Германии выступал против радикального крыла в своей партии, настаивавшего на сотрудничестве с коммунистами. В то же время резко осудил расправу правительственных войск над восставшими военными моряками в дни рождества 1918 года, организованную по приказу Эберта. Был убит душевнобольным.